# Macapta dileuca
Macapta dileuca là một loài bướm đêm trong họ Noctuidae.